# سفارة فيتنام في روسيا
سفارة فيتنام في روسيا هي أرفع تمثيل دبلوماسي لدولة فيتنام لدى روسيا. تقع السفارة في موسكو وهي تهدف لتعزيز المصالح الفيتنامية في روسيا.

## وصلات خارجية
- قائمة سفارات فيتنام
- قائمة السفارات في روسيا